# غروبدة
غروبدة (بالإنجليزية: Grobda)‏ ، هي لعبة فيديو إلكترونية من نوع شوتم أب، أنتجت سنة 1984 ونشرها شركة نامكو اليابانية.

## وصلات خارجية
- غروبدة على موقع القائمة القاتلة لألعاب الفيديو
- غروبدة at the Arcade History database
- Grobda guide في موقع ستراتيجي ويكي